# Синдбад (фільм, 1971)
«Синдбад» (угор. Szindbád) — угорський фільм режисера Золтана Гусарика. Фільм вийшов в 1971 році та заснований на оповіданнях Дьюли Круді. 

## Сюжет
Фільм починається з послідовних картинок — тичинок квітки, крапель олії у воді, розжареного вугілля, павутини, комка світлого волосся, замерзлого листя, дощу, що крапає з дерев'яного даху. Все це пов'язано зі спогадами Синдбада про його любовні походеньки. Наступне, що бачить глядач — це помираючого Синдбада, який лежить у возі, а сам віз веде кінь через село і ніхто на них не звертає уваги. Голос за кадром (Синдбадовий) починає розповідати про потік спогадів, часто непов'язаних між собою та про жінок, які були сенсом його життя.

## В ролях
- Золтан Латинович — Синдбад
- Маргіт Дайка — Маймунка
- Єва Рутткаї — Ленке

## Відгуки
«Синдбад» був представлений на Венеційському кінофестивалі 1972 року.
В Угорщині фільм вважається однією з класик угорського кіно. 2000 року він був визнаний одним з дванадцяти найкращих фільмів Угорщини всіх часів.
2011 року фільм було оцифровано та видано на DVD.